# Frei Miguelinho
Frei Miguelinho es un municipio del Estado de Pernambuco la región noroeste de Brasil.

## Historia
Originalmente llamado Olho d’Água de Onça, sus primeros asentamientos datan del siglo XVII en las aguas del Río Capibaribe.
En inicios con el estatus de Distrito del Municipio de Vertentes, recibió su nombre actual en honor al héroe y mártir de la Revolución pernambucana Miguel Joaquim de Almeida Castro.
Su estatus de Municipio llegó el 20 de diciembre de 1963 a través de la Ley de Estado N°. 4.977.